# Protium heptaphyllum

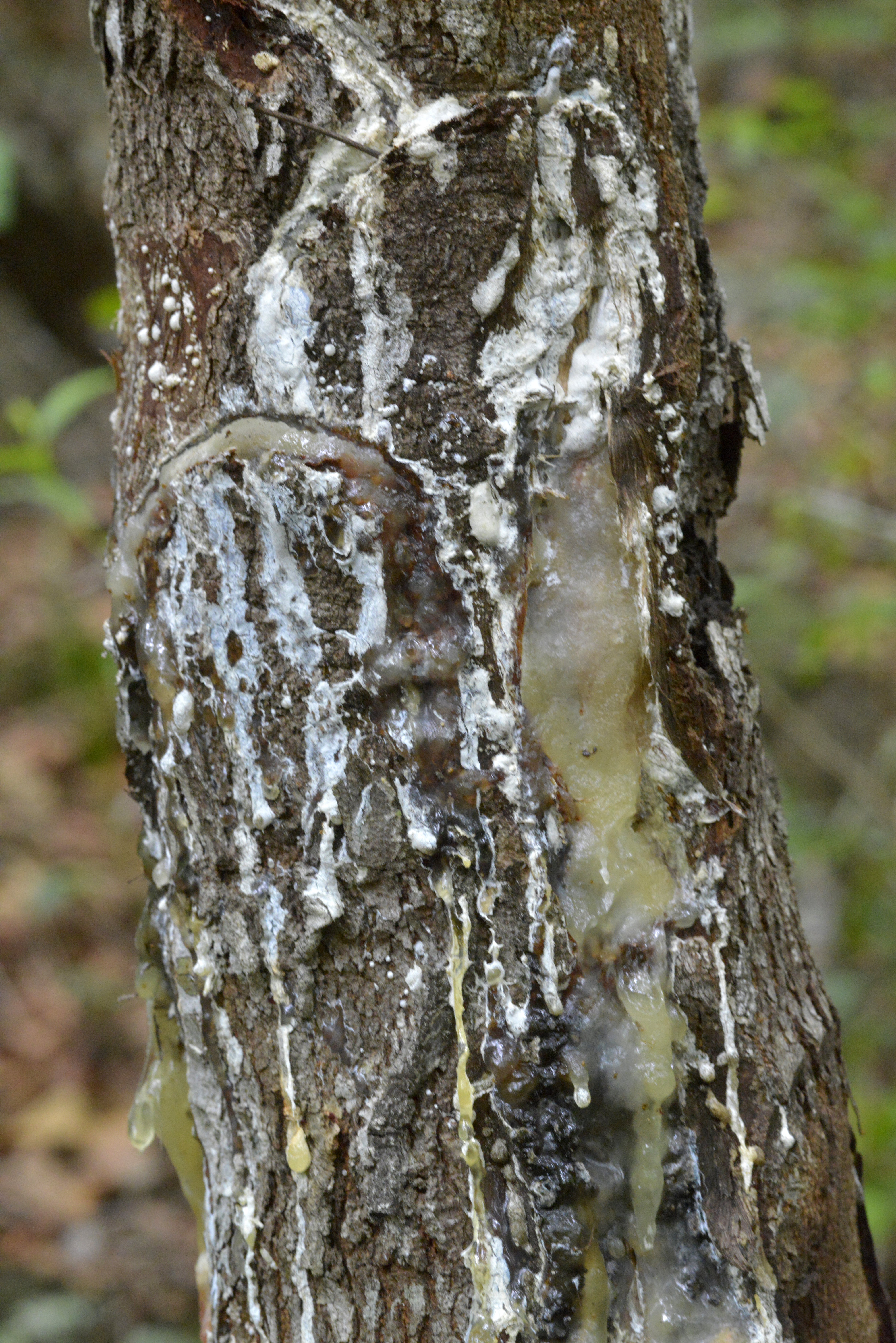
Tronco com resina de Protium heptaphyllum

Almecegueira ou Breu branco (Protium heptaphyllum) é uma árvore frutífera de copa densa, pertencente a família Burseraceae, sua casca possui uma resina aromática que é usada para fins medicinais ou como incenso de igreja. Pode ser encontrada em todo o brasil, com maior concentração nas florestas ombrófilas, seus fruto servem de alimento para diversas espécies de ave e outros animais, isso faz da Protium heptaphyllum uma espécie muito importante para o reflorestamento. 

## Descrição
Almecegueira é uma árvore de grande porte, encontrada em terrenos arenosos, úmidos ou secos, com altura que varia de 10 a 20 m, tronco de 40 a 60 cm de diâmetro.A resina de coloração branca-esverdeada pois um agradável aroma, além de possuir propriedades anti-inflamatório, analgésico, expectorante e cicatrizante.

### Flores

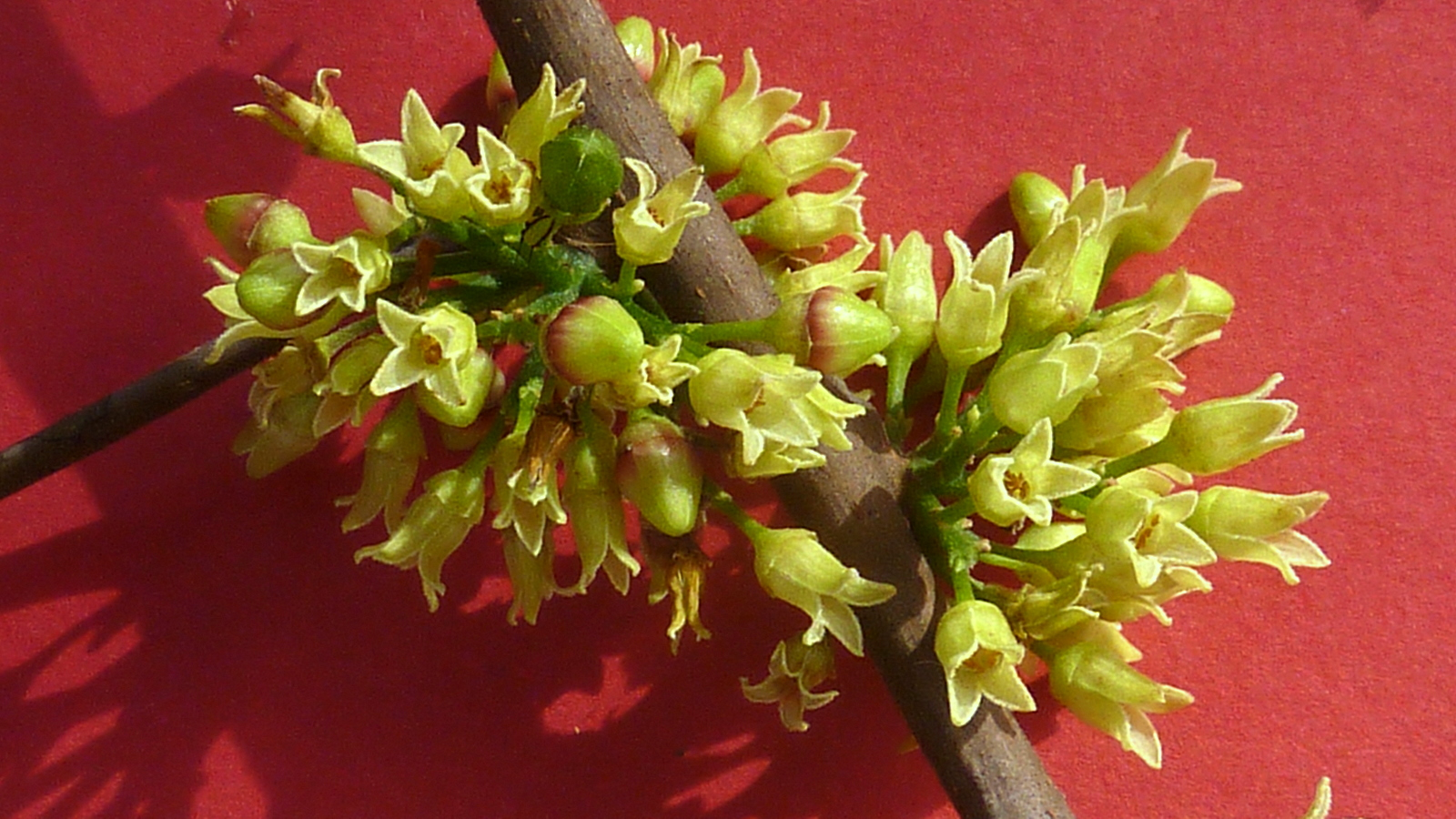
Galho da protium heptaphyllum onde pode-se observar as pétalas fundidas das flores.

As flores da Almecegueira são miúdas, ficam agrupadas em fascículos, possuindo 4 pétala fundidas, 4 pétalas livres de coloração creme. Sua floração pode ocorre em fevereiro e outubro.

#### Fruto

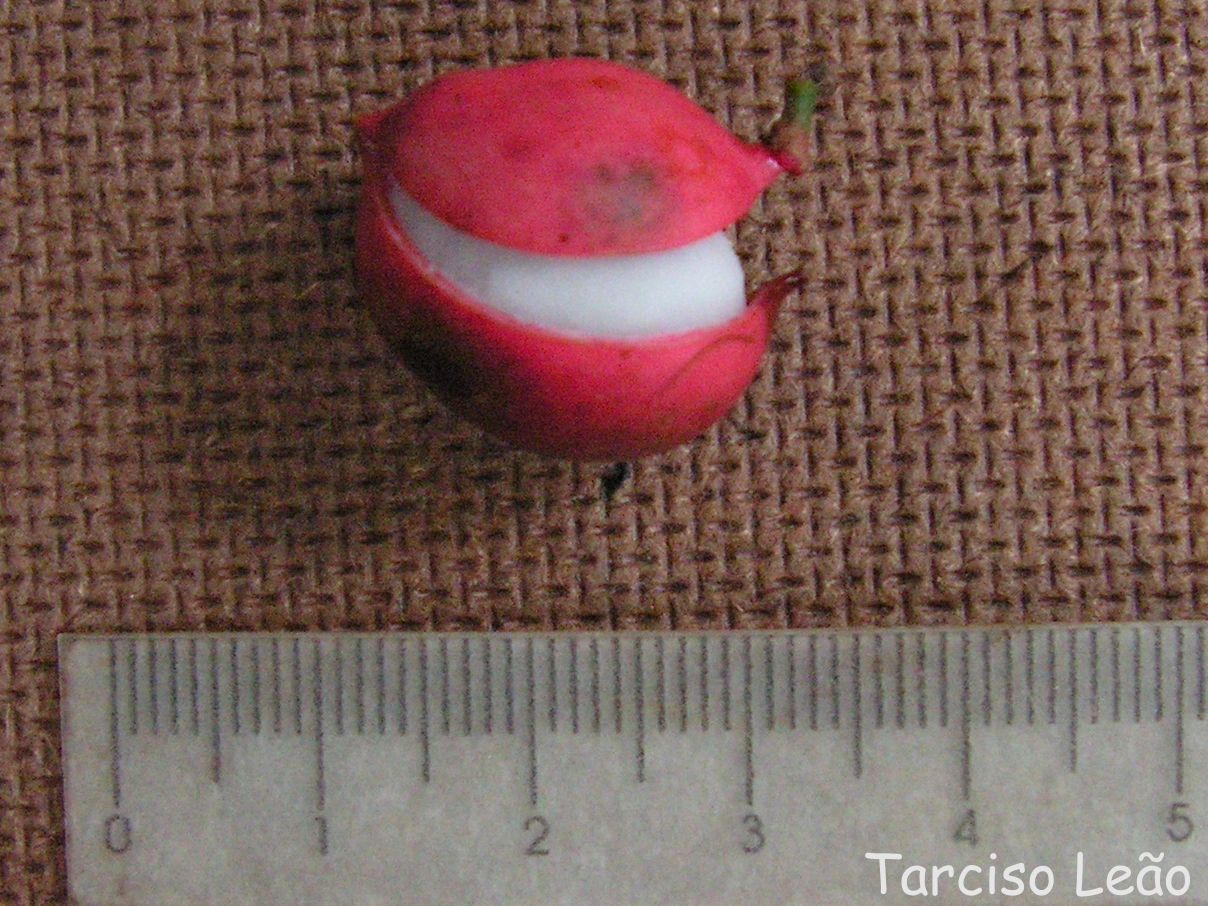
Fruto da protium heptaphyllum

O fruto possui formato ovoide, uma casca fina, polpa branca e adocicada, e coloração avermelhada quando maduro.

##### Resina
A resina oleosa e amorfa expelida pela Protium heptaphyllum através do seu tronco protege a planta de fungos e bactérias quando sofridas injurias ao seu tronco e casca, possui cor branca-esverdeada e cheiro forte. está resina tem diversas aplicações que vão desde a produção de fármacos até fabricação de tintas e resinas na calafetagem de embarcações. O óleo essencial da Almecegueira é rico em monoterpenóides e fenilpropanóides, a resina também apresenta alta solubilidade em diclorometano e solubilidade parcial em metanol.

## Sinonímia

### Sinonímia científica
- Icica heptaphylla Aubl.

### Sinonímia popular
Almécega, Almécega-brava, Almécega-cheirosa, Almecegueira, Almecegueira-cheirosa, Almecegueira-de-cheiro, Almecegueira-vermelha, Almecegueiro-bravo, Almesca, Almescla, Almíscar, Amescla, Amescla-da-praia, Amescla-de-cheiro, Amesclão, Amescla-seca, Animé, Árvore-do-incenso, Anis verde, Breu, Breu-almécega, Breu-amescla, Breu-branco, Breu-branco-da-praia, Breu-branco-do-campo, Breu-branco-verdadeiro, Breu-de-campina, Breu-vermelho, Cabatã-de-leite, Ciantaáhiuá, Cicantaá-ihuá, Cincataá-ilhuá, Elemí, Elemieira, Erva-feiticeira, Erva doce, Ibiracica, Icariba, Icica, Icicaçu, Icicaribá, Incenso, Incenso-de-Cayenna, Louro-pisco, Pau-de-breu, Pau-de-mosquito, Tacaá-macá, Teí.

## Usos

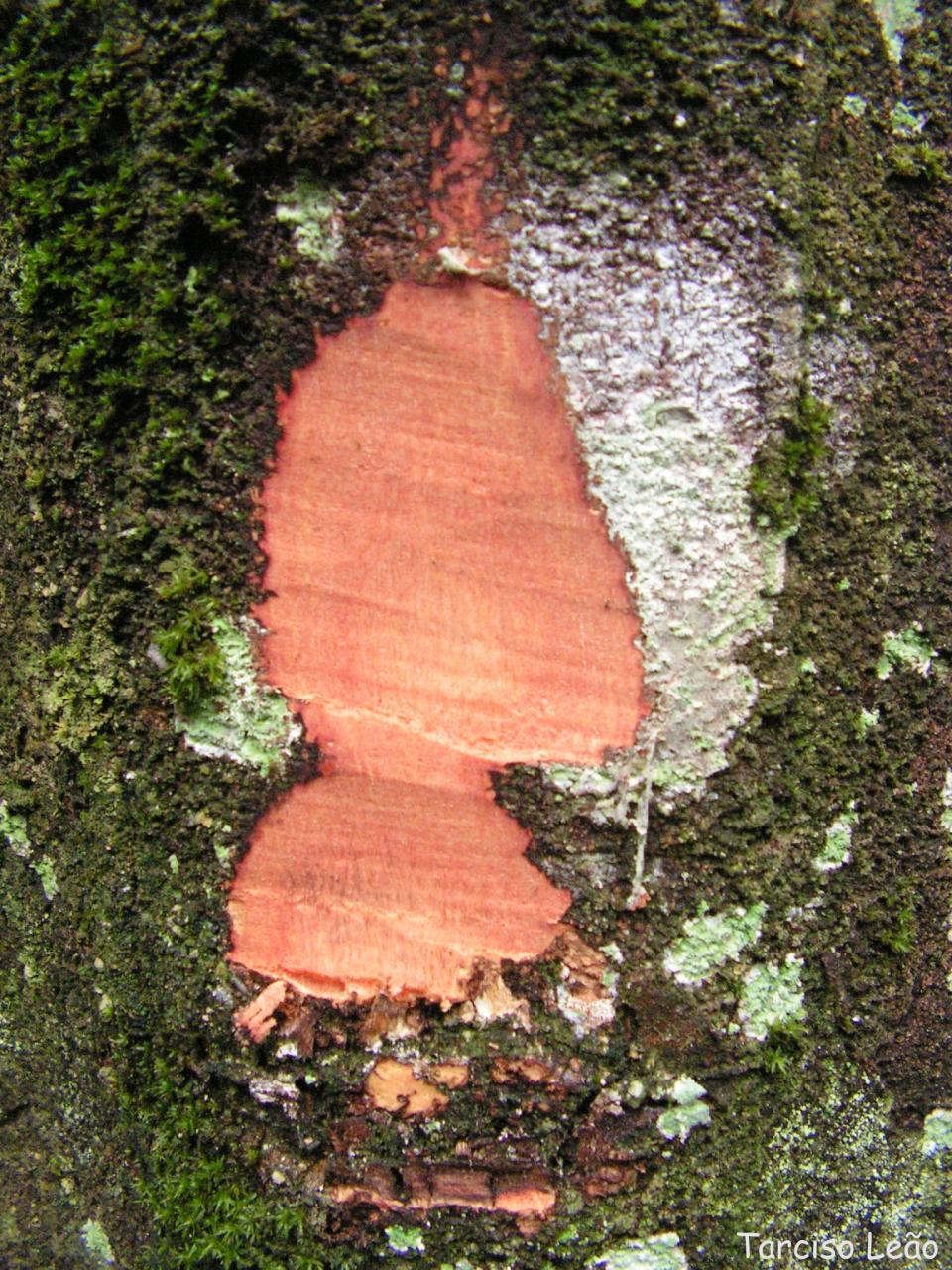
Madeira avermelhada da protium heptaphyllum

Dela se extrai uma resina oleosa e amorfa, cujas aplicações gerais vão desde a produção de  tintas e vernizes , por ter coloração amarelo-clara, branca-esverdeada e por endurecer em contato com o ar; na calafetagem de embarcações a cosméticos e repelentes de insetos. Na parte terapêutica, a espécie se apresenta como cicatrizante e expectorante, assim como ações anti-inflamatória e antimicrobiana. Na medicina popular, óleo e resina desta planta são usados para vários fins, como, por exemplo, estimulante, anti-inflamatório, analgésico, cicatrizante, estimulantes; utilizado nas obstruções das vias respiratórias, bronquite, tosse e dor de cabeça. Em rituais religiosos, usa-se como incenso por ter resina tão aromática. A madeira da Protium heptaphyllum possui coloração avermelhada e é utilizada em construções civis, assoalhos, carpintaria e marcenaria, sua copa densa proporciona fins ornamentais à planta, podendo ser utilizada em meio urbano ou rural. É de extrema importância no reflorestamento pois seu arilo adocicado serve de alimento para diversas espécies de aves. 

### Uso cosmético
É muito utilizado na indústria cosmética como um fixador de perfumes e esfoliantes. Contém propriedades anti-sépticas para peles secas e oleosas.

## Ocorrência
A espécie Protium heptaphyllum tem larga distribuição geográfica podendo ser encontrada em todo o Brasil em terrenos arenosos, húmidos ou secos.

## Ecologia
Semidecídua, perenifólia, heliófita, ocorre com mais frequência na Floresta Ombrófila, cabruca, matas ciliares e restinga arbórea. A dispersão de sementes desta espécie se dá através de aves e outros animais.

#### Sementes
As sementes desta planta podem ser obtida das seguinte forma: aguardando a abertura dos frutos que ocorre espontaneamente para então serem coletadas diretamente na árvore ou no chão. Após as sementes serem coletadas, devem passar por uma secagem para que possam ser armazenadas por conta da sua polpa.

##### Mudas
Para serem obtidas mudas da  Protium heptaphyllum é necessário semear suas sementes logo após a coleta das mesmas, pois as sementes possuem baixa taxa de germinação. As características ideais para o plantio são canteiros com pouca sombra e devem ser regadas uma vez ao dia. Após a semeadura a emergência da planta acorre de 15 a 25 dias.

## Propriedades
Revelam que há a presença de α e β amirinas, taraxastano-3, 20-diol, taraxastan-3-oxo-20-ol, bem como de sitostenona na resina desta planta, coletada na reserva florestal de Manaus.
Especificação de resina de Breu branco
| Característica     | Unidade | Apresentação   |
| ------------------ | ------- | -------------- |
| Aparência (25Cº)   | ----    | Sólido         |
| Cor                | ----    | Cinza          |
| Odor               | ----    | Característico |
| Composição química | ----    |                |
| Monoterpenos       | %       | < 90%          |
| MICROBIOLOGIA      | ----    |                |
| Bactérias totais   | CFU/g   | <100 / CFU/g   |
| Fungos e leveduras | CFU/g   | <100 / CFU/g   |